# Arnaldo da Silva
Arnaldo de Oliveira da Silva (né le 26 mars 1964) est un athlète brésilien, spécialiste du sprint.
Lors des Jeux olympiques d'Atlanta en 1996, il remporte la médaille de bronze du relais 4 × 100 m avec ses coéquipiers Robson da Silva, Edson Ribeiro et André Domingos.